# Xavier Dayer
Xavier Dayer est un compositeur suisse né à Genève le 28 mars 1972.

## Biographie
Xavier Dayer étudie la guitare à Genève avec Maria Livia São Marcos, puis à Fribourg avec Matthias Spaeter.
Il étudie la composition avec Eric Gaudibert au Conservatoire populaire de musique, danse et théâtre de Genève, puis à Paris suit les cours de Tristan Murail et Brian Ferneyhough à l'IRCAM.
Il enseigne la composition et la théorie à la Haute École des arts de Berne (HKB/HEAB).
Xavier Dayer a été pensionnaire de la Villa Médicis en 2008–2009.
Sa musique est éditée aux Éditions Papillon et aux Éditions BIM.

### Distinctions
- Prix de la fondation Bürgi-Willert décerné par Heinz Holliger[2]
- Prix FEMS de la fondation Sandoz, 2000[6].
- Prix de la musique du canton de Berne, 2020[7].

### Œuvres
Auteur d’œuvres pour le Grand Théâtre de Genève, l’Atelier lyrique de l’Opéra de Paris, le Festival d'automne à Paris, l’IRCAM, l’ensemble Contrechamps ainsi que pour de nombreux autres ensembles et solistes, notamment les Swiss Chamber Soloists.
En 2015, son opéra de chambre Contes de la lune vague après la pluie, d'après l’œuvre de Kenji Mizoguchi, est représenté à l'Opéra comique, après avoir été créé à l'Opéra de Rouen.
En 1999, son premier opéra de chambre Le Marin, d'après l’œuvre de Fernando Pessoa, est représenté au Festival Amadeus de Genève.

## Compositions
- Hommage à François Villon pour chœur et ensemble (1998)
- J’étais l’heure qui doit me rendre pur pour basson solo et ensemble à vents (1998)
- To the sea (hommage à Cy Twombly) pour flûte alto (1999)
- Le Marin, opéra de chambre pour deux sopranos, mezzo-soprano et ensemble instrumental (1999)
- Sonnet XXII pour contre-ténor, archiluth et ensemble (2000)
- Sonnet XXI pour sextuor vocal (2000)
- Shall I revisit these same differing fields (Sonnet XX) pour violon, violoncelle et piano (2001)
- Because the string's lost and the plan forgot (Sonnet XVIII) pour orchestre (2001)
- Sept fragments de Faust pour ensemble (2002)
- Sonnet XI pour chœur et orchestre (2002)
- Bientôt, dispersés par le vent pour 36 voix (2003)
- Sonnet VIII pour flûte alto, violoncelle et ensemble (2004)
- Sonnet X pour 2 chœurs (2004)
- Mémoires d’une jeune fille triste, opéra pour soprano, octuor vocal, chœur et orchestre (2005)
- Mais je me suis enfuis pour flûte, hautbois, alto et violoncelle (2006)
- Les Aveugles, opéra de chambre pour 12 chanteurs et 5 musiciens (2006)
- D’un amour lancé pour violon et alto (2007)
- Delights pour huit voix, ensemble et électronique (2007)
- De le ceneri pour guitare (2008)
- Ceneri pour quatuor de guitares (2008)
- Cena de ceneri pour guitare et orchestre à cordes (2008)
- L’esprit de la montagne pour chœur d’enfants, 2 pianos, et percussion (2008)
- 14 inscriptions pour flûte, clarinette, piano, violon et violoncelle (2009)
- Sous la voûte étoilée (2010)
- Cantus I (2014)

## Discographie
- Xavier Dayer : Chamber Music, Swiss Chamber Soloists, Claves Records, 2020[16]
- Xavier Dayer, Musiques Suisses / Grammont Portrait, 2005[17]